# 安徽麝鼩
安徽麝鼩（学名：Crocidura anhuiensis），一种于中国安徽省南部黄山地区发现的小型哺乳动物，隶属于鼩鼱科麝鼩属。

## 形态特征
安徽麝鼩头体长60.9～78.1毫米，尾长43.8～59.2毫米，重10.5～13.5克。眼小；圆耳；背部皮毛灰棕色偏黑，腹部淡于背部；尾近半裸露，近半具稀疏短刚毛，与皮毛颜色相近；四肢半裸，呈粉色。头盖骨长而窄，额骨第一对门牙发达，人字脊较明显。